# آرتور بوون دیویس
آرتور بووِن دیویس (انگلیسی: Arthur Bowen Davies؛ ۲۶ سپتامبر ۱۸۶۲ – ۲۴ اکتبر ۱۹۲۸) نقاش پیشروی اهل ایالات متحده آمریکا و از حامیان هنر مدرن بود.

## نگارخانه

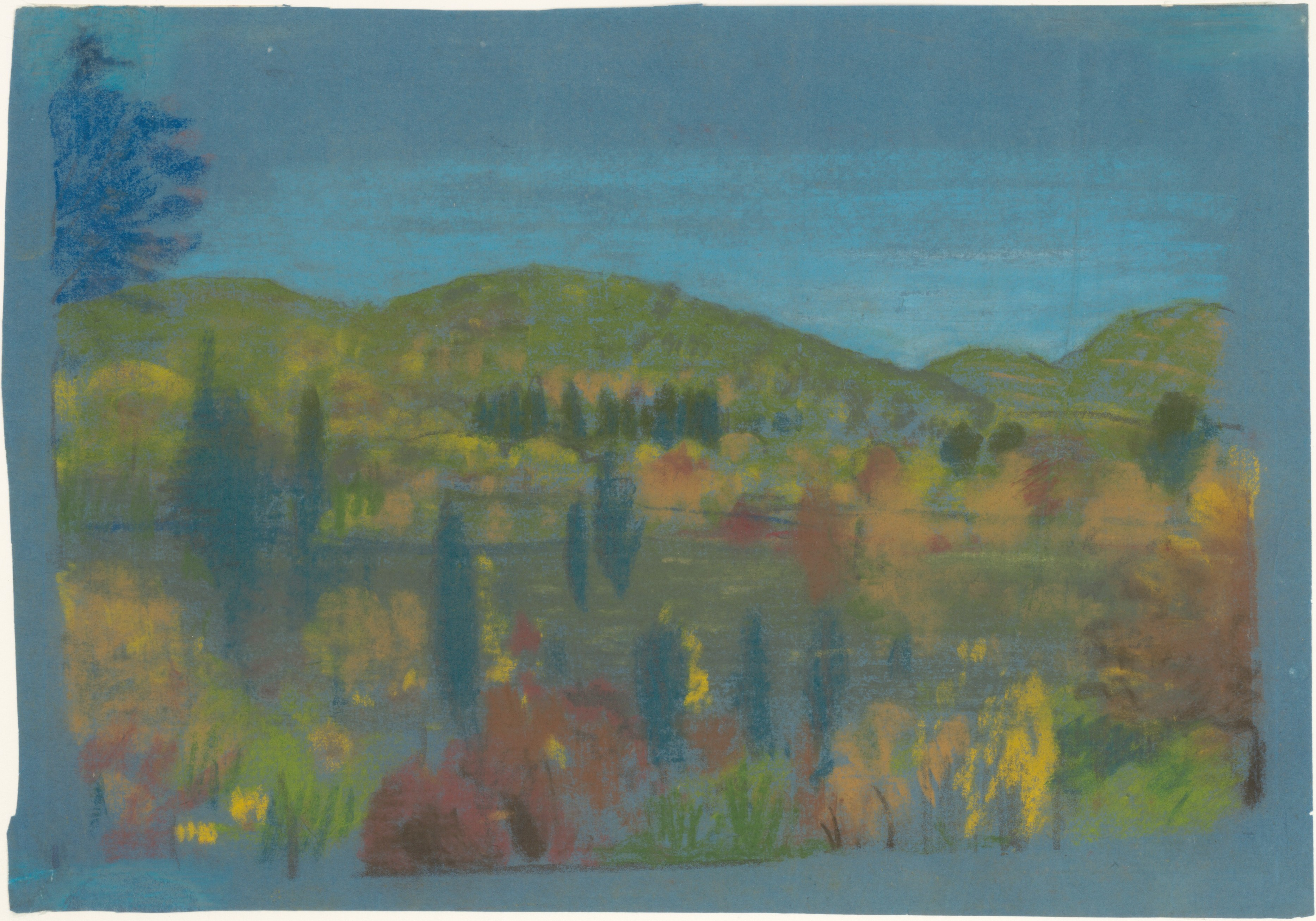
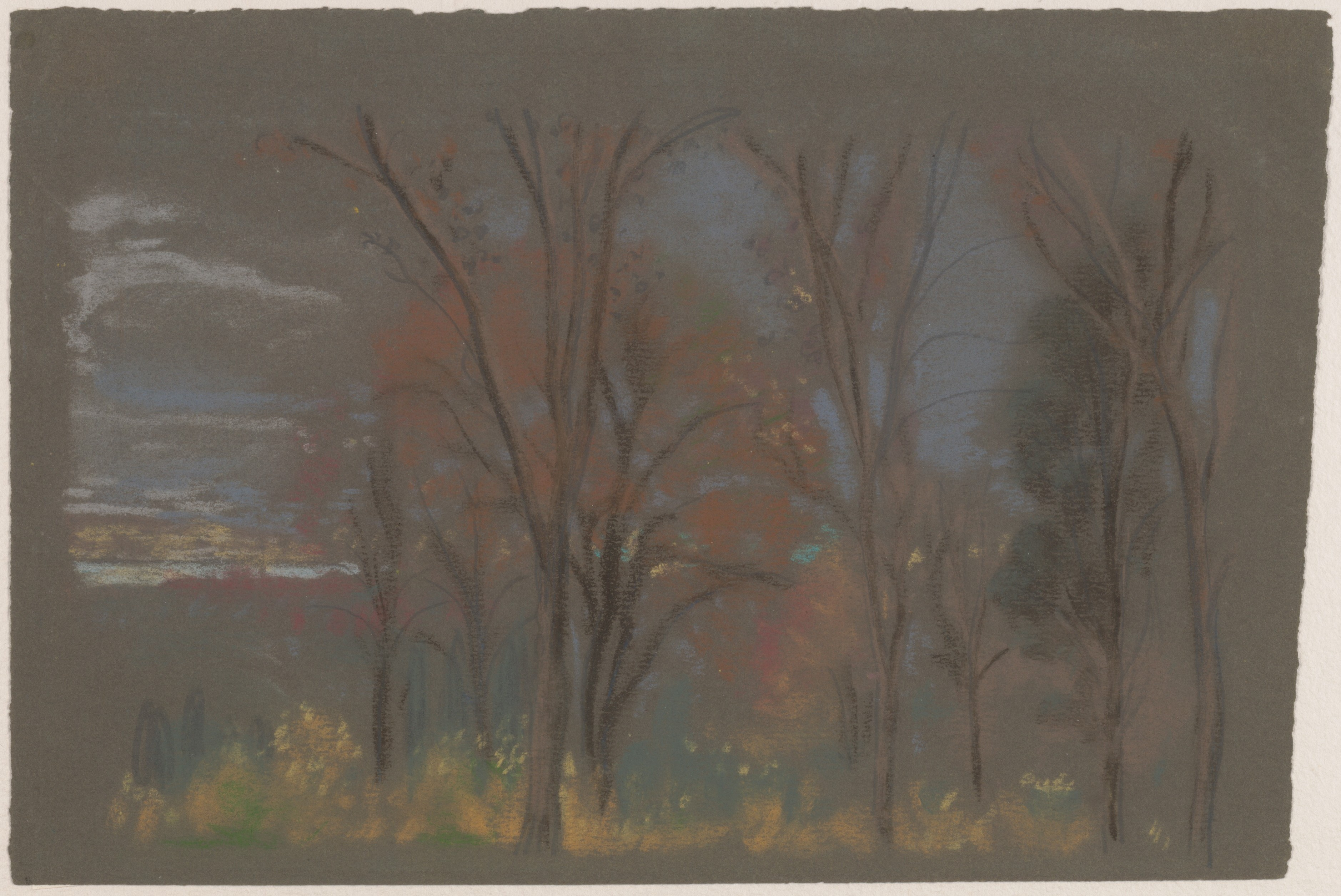
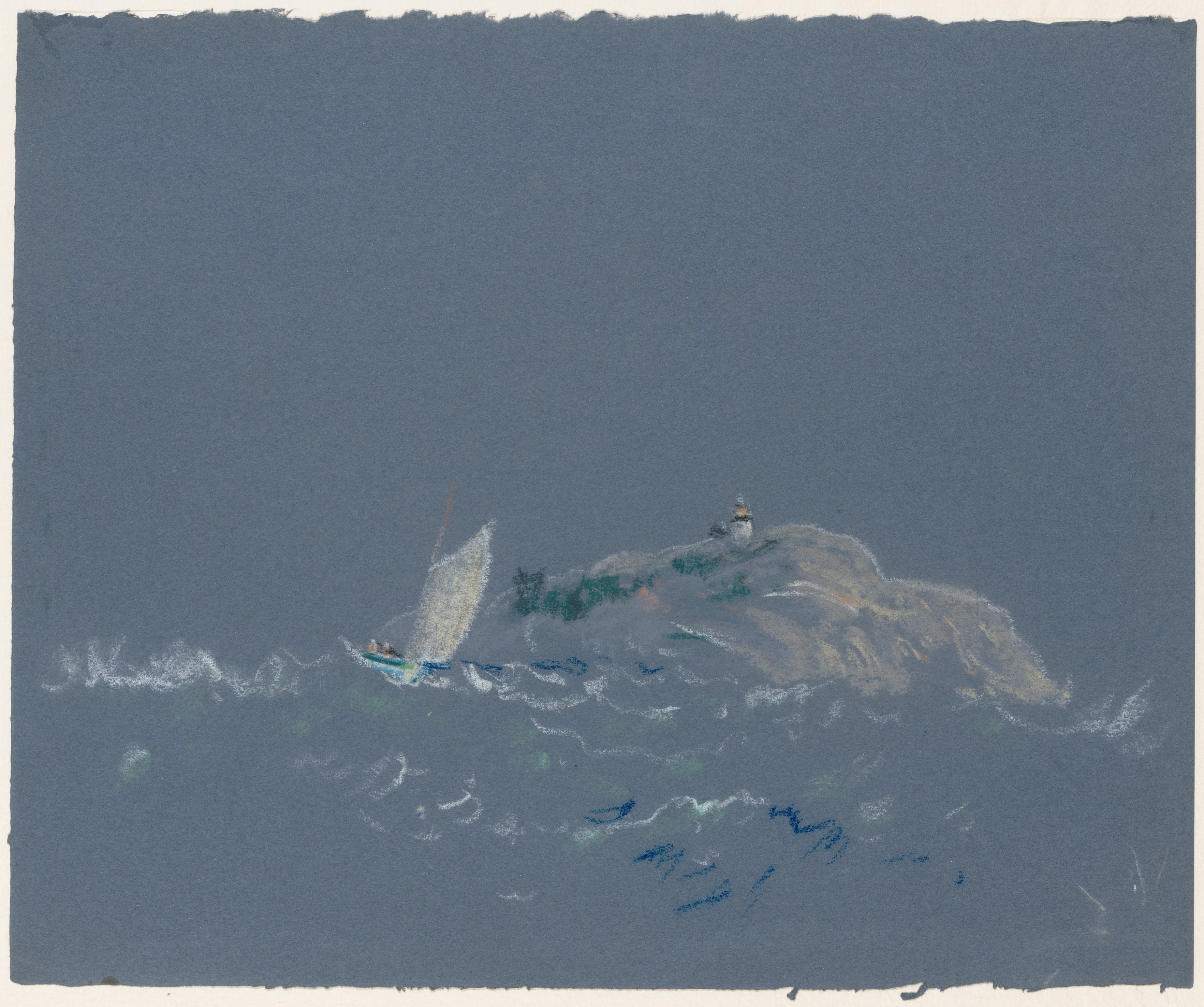
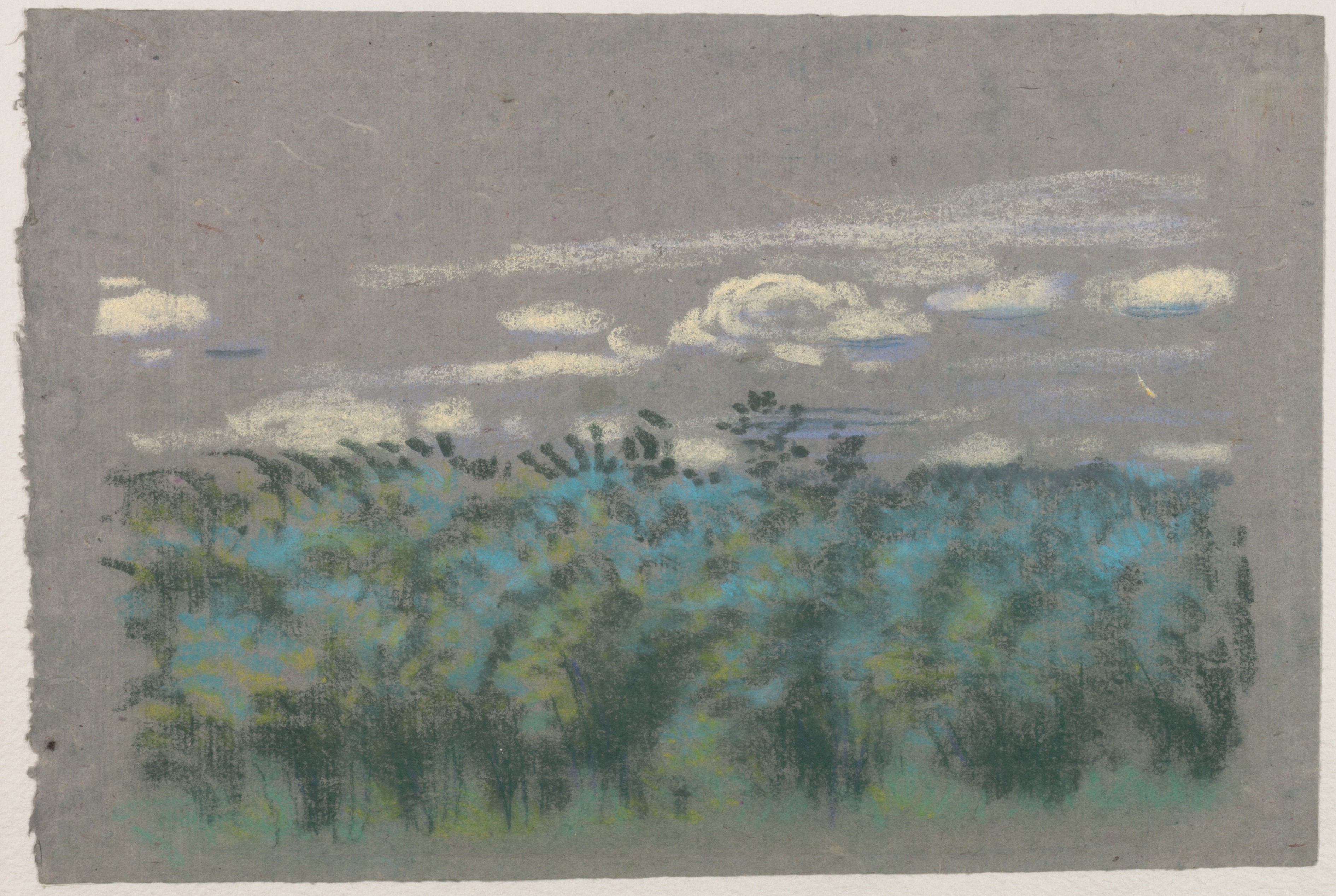
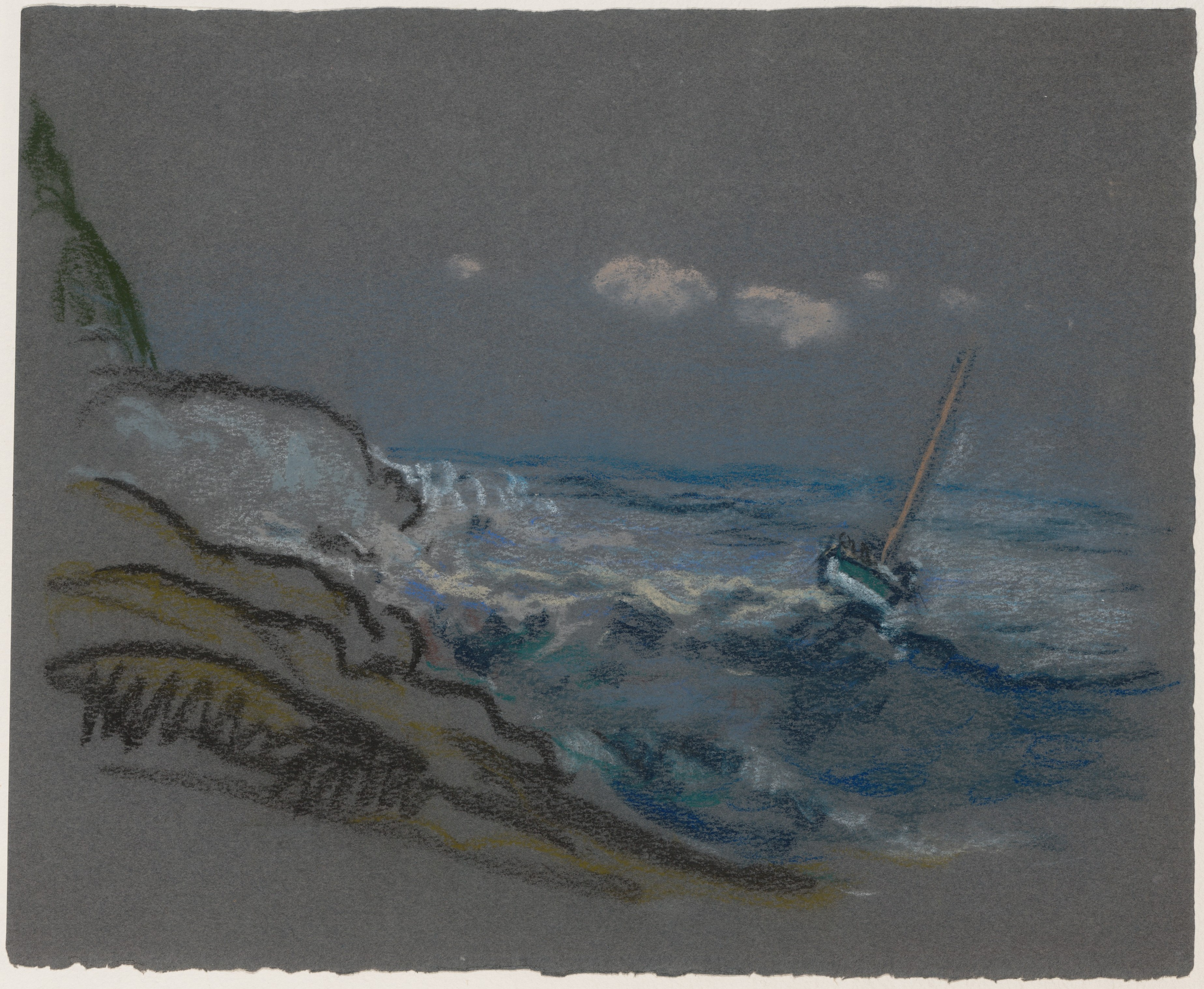
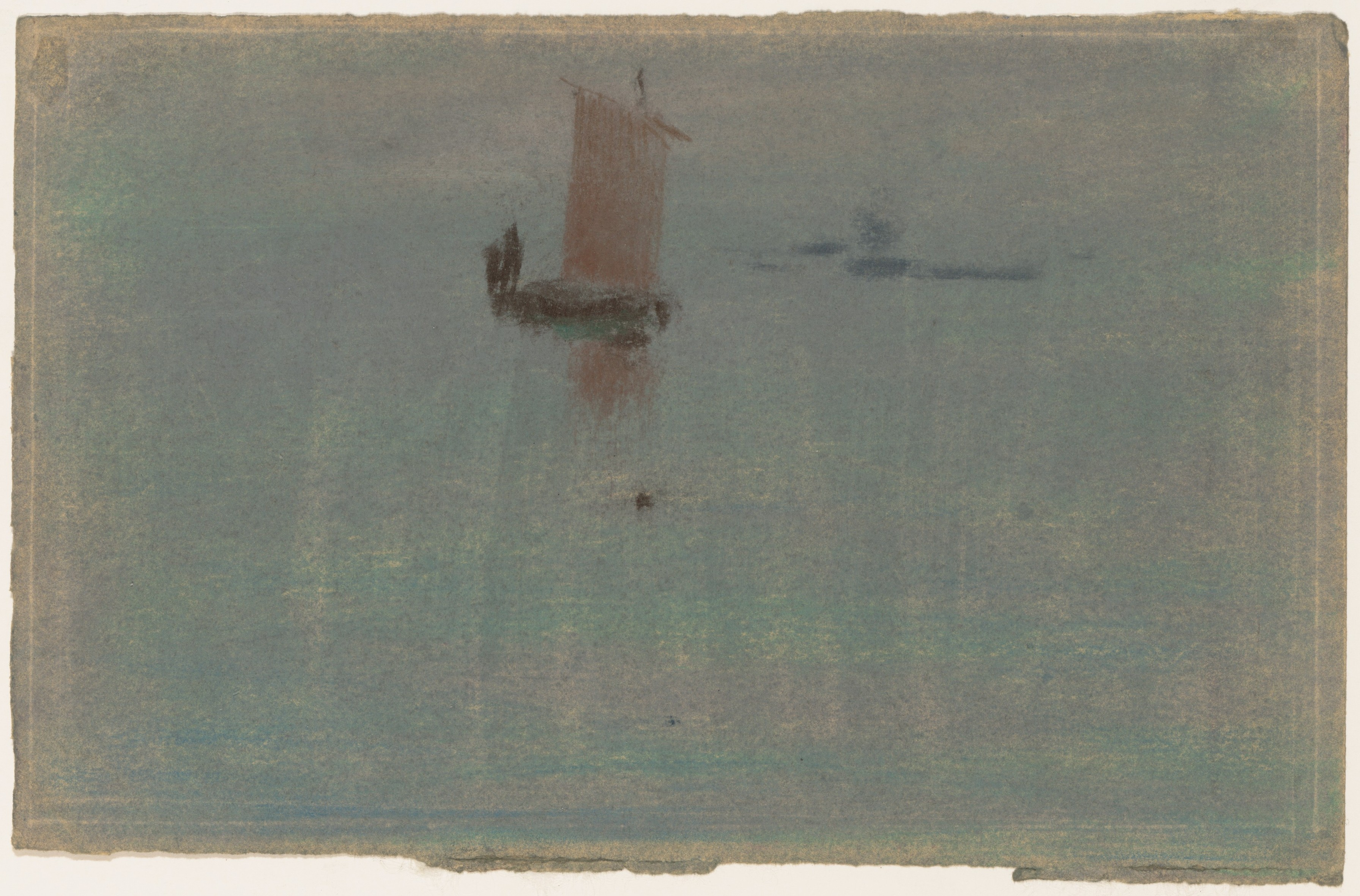
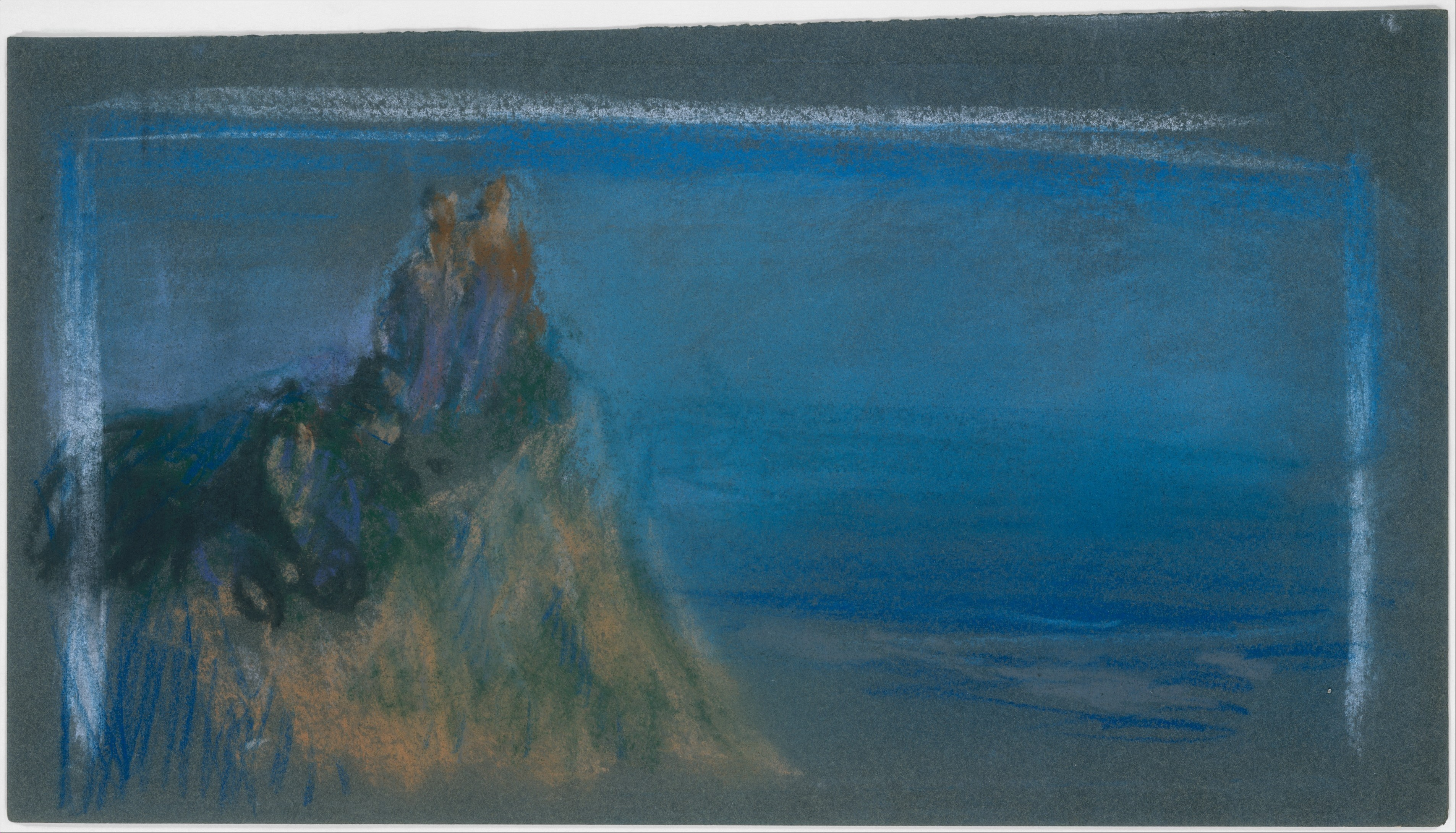
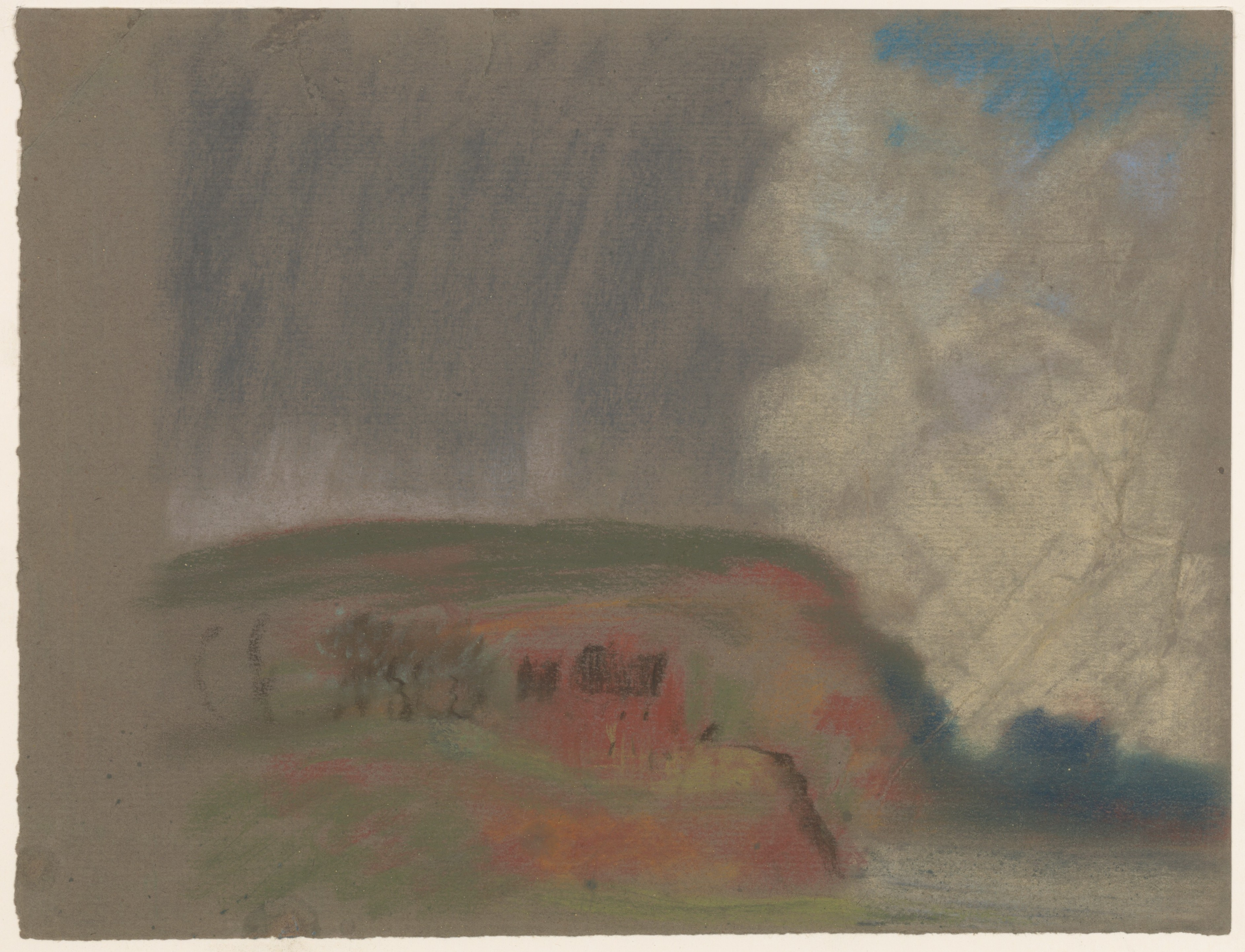
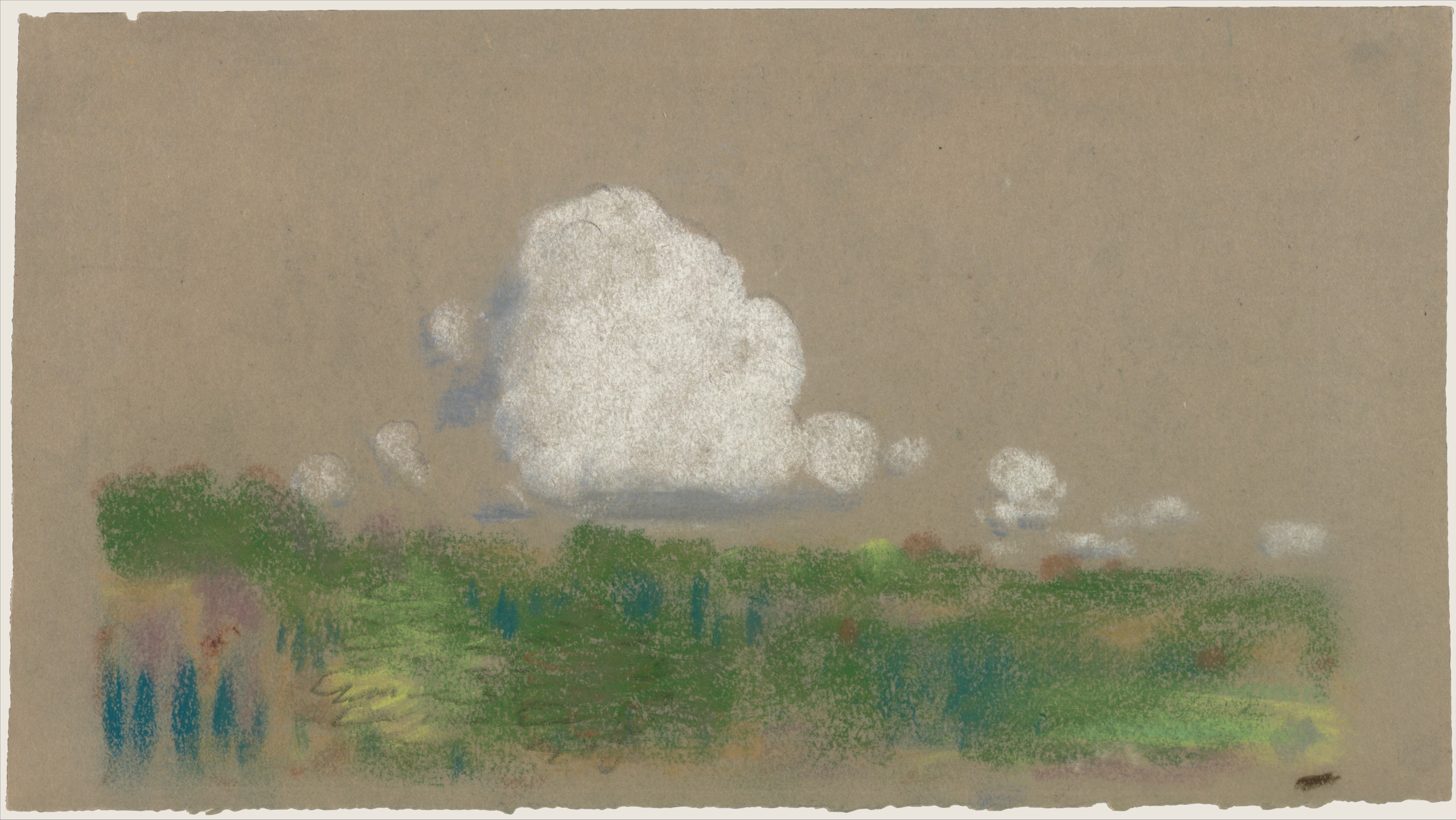
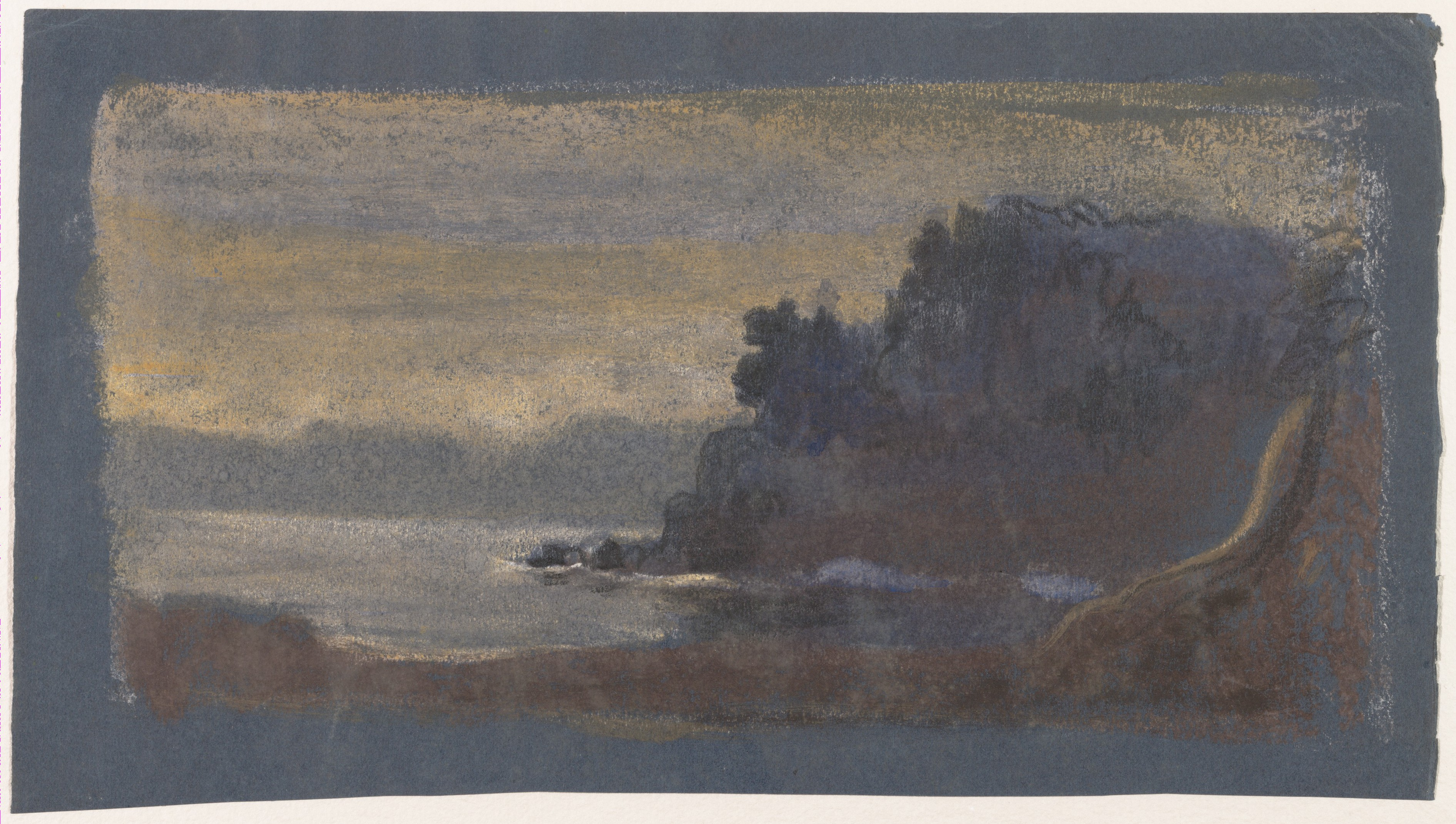